# 內政部警政署保安警察第六總隊

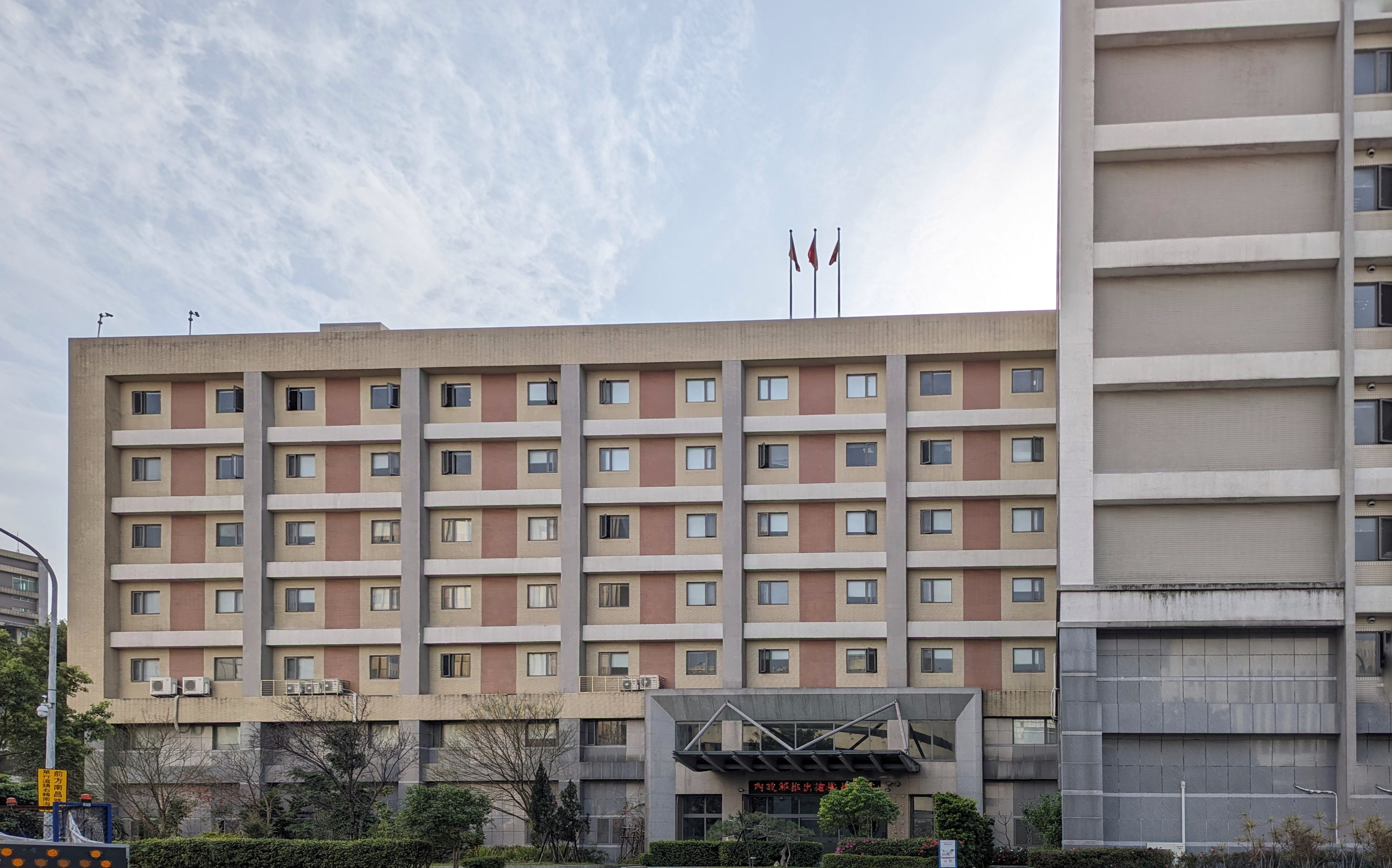
保六總隊總隊部正門

內政部警政署保安警察第六總隊，簡稱保六總隊，是隸屬於內政部警政署的保安警察單位，負責保護中央政府機關。

## 任務
- 拱衛中央政府憲政機關首長及特定首長安全
- 維護行政院警衛安全
- 維護立法院及議場警衛安全
- 維護中央聯合辦公大樓警衛安全
- 維護警政署警衛安全
- 維護外國駐臺機構、使領館（大使寓所）及中央政府首長寓所警衛安全

此外還有核能安全委員會、國家原子能科技研究院及警察機械修理廠之警衛安全任務。

## 歷史
前身為臺灣省警務處特務大隊，民國48年 (1959年) 改組整編臺灣省政府警務處直屬警察大隊。民國79年 (1990年) 1月1日，改隸內政部警政署。

## 組織
設總隊長、副總隊長、主任秘書各一名。警務科、督訓科、後勤科、保防科、勤務指揮中心、秘書室、人事室、主計室等9個幕僚單位。
- 第一大隊

負責保護行政院、立法院、警政署、核能安全委員會、國家原子能科技研究院及警察機械修理廠等機關。
- 第二大隊

負責保護臺北地區重要政府官員寓所、外國駐臺使節領館(邸)及臺灣省政府、臺灣省諮議會、立法院中部辦公室。
- 第一警官大隊

與中華民國國家安全局及國防部憲兵指揮部共同負責中華民國總統、中華民國副總統等高級官員安全護衛。
- 第二警官大隊

負責中央政府憲政機關首長及其他特定人士之警衛安全任務。